# Stéla

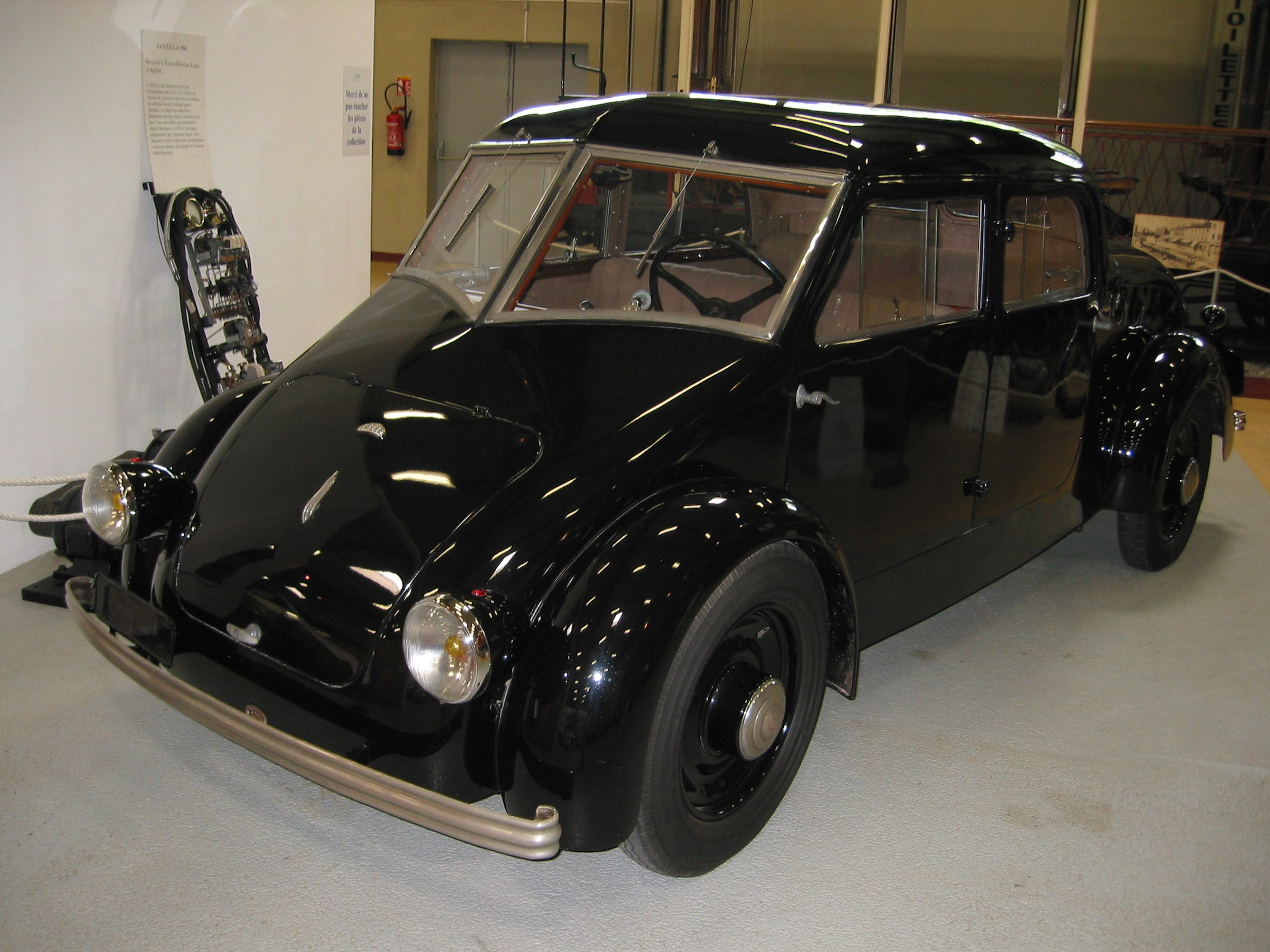
Stéla von 1942

Véhicules Électriques Stéla war ein französischer Hersteller von Automobilen und Nutzfahrzeugen.

## Unternehmensgeschichte
Hubert Pascal gründete 1941 das Unternehmen in Villeurbanne und begann mit der Produktion von Automobilen. Der Markenname lautete Stéla. 1944 endete die Automobilproduktion. Nutzfahrzeuge entstanden noch bis 1948. Stéla steht für Service de la Traction Électrique Légere à Accumulateur.

## Fahrzeuge
Das Unternehmen stellte ausschließlich Elektroautos her, da während des Zweiten Weltkriegs in Frankreich kaum Benzin zur Verfügung stand. Unter anderem gab es das Modell RCA, eine viertürige, fünfsitzige Limousine.
Ein Fahrzeug dieser Marke ist im Musée Henri Malartre in Rochetaillée-sur-Saône zu besichtigen.